# Adsum
Adsum – piąty album studyjny polskiej grupy muzycznej Ascetoholix. Wydawnictwo ukazało się 1 marca 2006 roku nakładem wytwórni muzycznej UMC Records. Płytę promowały cztery utwory: „To tylko my”, „Tak wyszło”, „Afrodyzjak” oraz „Chcemy wojny”. Nagrania dotarły do 46. miejsca listy OLiS.

## Lista utworów
Opracowano na podstawie materiału źródłowego.
1. „Tak wyszło” (gościnnie: Sylwia Grzeszczak) (prod.: Doniu, Mohamed Kanzallah, scratche: DJ Story, gitara: Maciej Stefański) – 4:02
2. „Nauczyłem się odmawiać” (prod.: Doniu, scratche: DJ Story) – 4:29
3. „Jeszcze?” (prod.: Doniu, scratche: DJ Story) – 3:38
4. „Chcemy wojny” (prod.: Doniu, scratche: DJ Story, gitara: Kuba Mańkowski) – 4:02
5. „Sekunda po” (prod.: Doniu, gitara: Kuba Mańkowski) – 3:27
6. „Afrodyzjak” (gościnnie: Sylwia Grzeszczak) (prod.: Doniu) – 3:57
7. „Szoł” (prod.: WDK, scratche: DJ Story) – 4:25
8. „Podnieś głowę” (prod.: Doniu, ACN, scratche: DJ Story) – 2:37
9. „To tylko my” (prod.: Doniu, scratche: DJ Story) – 4:12
10. „Nigdy więcej” (prod.: Doniu, Mohamed Kanzallah) – 3:31
11. „Chodź ze mną” (gościnnie: Sylwia Grzeszczak) (prod.: Doniu, scratche: DJ Story) – 3:31
12. „Sądzą nas (mix)” (prod.: Doniu, scratche: DJ Story) – 1:36
13. „Trzeba o tym mówić (mix)” (prod.: Doniu, scratche: DJ Story) – 1:47
14. „Wszystko albo... (mix)” (prod.: 101 Decybeli, scratche: DJ Story) – 1:37
15. „Ufność” (prod.: Syki) – 4:29